# 一月风暴
一月风暴，又称一月革命、一月夺权，指1967年1至2月中国大陆“文化大革命”期间“造反派”针对上海市党政机关开展的夺权事件，夺权获得了中共中央主席毛泽东的认可和支持，上海市委书记陈丕显、市长曹荻秋等人被打倒。1967年2月5日，“造反派”宣布“上海人民公社”正式成立，23日在毛泽东指示下更名为“上海市革命委员会”，策划、领导夺权运动的张春桥、姚文元等掌握了上海的权力。
一般认为，“一月风暴”在全国各地引发了以成立“革命委员会”为目的的大规模夺权运动，但也有学者主张“一月风暴”事实上晚于其他一些省市的夺权运动。

## 事件名称
1967年1月19日，中共中央华东局委员兼华东局宣传部部长、中央文化革命小组副组长张春桥在上海接见了火线指挥部及一些系统单位的造反派。当天，各造反派即在上海市委党校开会，提议将造反派联络站命名为“新上海公社”、呼应法国“巴黎公社”，并提议将此次夺权行动命名为“一月革命”、意欲与苏俄“十月革命”相呼应，得到张春桥、姚文元等人的一致赞同。“一月革命”的称法随后在《红旗》的社论《论无产阶级革命派的夺权斗争》中首次推向全国。
1967年1月22日，《人民日报》发表毛泽东审定的社论《无产阶级革命派大联合，夺走资本主义道路当权派的权！》，文章中提及：
一场无产阶级革命造反派大联合展开夺权斗争的伟大革命风暴，在我们伟大领袖毛主席的伟大号召下，正以排山倒海之势，雷霆万钧之力，席卷全中国，震动全世界。

## 历史背景
1966年5月，中共中央主席毛泽东等人在中国大陆发动了文化大革命。1966年底，上海工总司负责人王洪文等人制造了矛头直接指向上海市委的“安亭事件”、“《解放日报》事件”和“康平路事件”，造成上海党政系统的瘫痪和社会生活极度混乱。
1967年1月1日，《人民日报》、《红旗》杂志发表了毛泽东审定的题为《把无产阶级文化大革命进行到底》的元旦社论，提出1967年“将是全国开展阶级斗争的一年”，“将是无产阶级联合其他革命群众向党内一小撮走资本主义道路的当权派和社会上的牛鬼蛇神，开展总进攻的一年”。1967年1月4日，张春桥、姚文元以“中央文革小组调查员”的身份到上海策划夺权。

## 事件经过

### 夺权开始
1967年1月4日，《文汇报》被造反派宣布接管:585；5日，《解放日报》被宣布夺权:593。由几位工人和红卫兵起草了传单《抓革命，促生产，彻底粉碎资产阶级反动路线的新进攻——急告全市人民书》，有12个造反派组织负责人同意签名，时任上海市委书记陈丕显立即签字同意，责成《文汇报》印29万份在全市散发、张贴。5日，在《文汇报》头版头条刊出。
1月6日，张春桥、姚文元以及工总司等32个全市造反组织，召开“彻底打倒以陈丕显、曹荻秋为首的上海市委大会”，批斗了中共中央华东局、中共上海市委、上海市人民委员会的主要负责人陈丕显、曹荻秋、魏文伯等，全市几百名局级以上干部被揪到会场陪斗。大会发出三项通令：宣布不再承认曹荻秋为上海市市长；勒令上海市委书记陈丕显交代所谓“反革命罪行”；要求中共中央彻底改组上海市委。会后，上海市委、市人委所有机构被迫停止办公:116。这次大会被学界认为是一月风暴的起点和标志。
1月7日，上海电台与电视台被宣布接管:594。 8日，在张春桥、姚文元指挥下，成立全市生产的实际领导机构“上海市抓革命促生产火线指挥部”。随后又成立“无产阶级文化大革命保卫委员会”，取代公安司法机构:116。 同日，上海造反派决定起草《紧急通告》，经32个群众组织同意，于9日在《文汇报》上发布。陈丕显等同意发表《紧急通告》:283。 

### 毛泽东支持
8日，毛泽东在与中央文革小组成员的谈话中，对上海造反派的夺权活动表示支持，他认为“这是一个阶级推翻一个阶级，这是一场大革命”，“两个报纸夺权，这是全国性的问题。我们要支持他们造反”，“上海革命力量起来，全国就有希望。它不能不影响整个华东，影响全国各省市”。 在毛泽东指示下，中央文革小组为中共中央、国务院起草了致上海各“革命造反团体”的贺电，并号召全国学习上海“造反派”的经验。 1月9日，《人民日报》转载此前《文汇报》发表的《急告全市人民书》，更名为《告上海全市人民书》，并加《编者按》传达了毛泽东的意见：
上海《文汇报》一月五日发表的《告上海全市人民书》，是一个极其重要的文件。这个文件高举以毛主席为代表的无产阶级革命路线的伟大红旗，吹响了继续向资产阶级反动路线猛烈反击的号角。这个文件坚决响应毛主席的抓革命，促生产的伟大号召，提出了当前无产阶级文化大革命中的关键问题。这不仅是上海市的问题，而且是全国性的问题。
11日，在毛泽东的指示下，中共中央、国务院、中央军委、中央文革小组给各上海革命造反团体的贺电发出，贺电说：“《紧急通告》，好得很”、“你们这一系列的革命行动，为全国工人阶级和劳动人民，为一切革命群众，树立了光辉的榜样。”:117 该贺电于12日发表于《人民日报》上。
16日，《红旗》杂志发表经毛泽东亲自审定的社论《无产阶级革命派联合起来》:719，说“上海工人阶级……从党内一小撮走资本主义道路当权派的手中夺了权”。首次代表中共中央、毛泽东号召夺权:720。此后“夺权”代替了“接管”:724。

### 内斗及联合

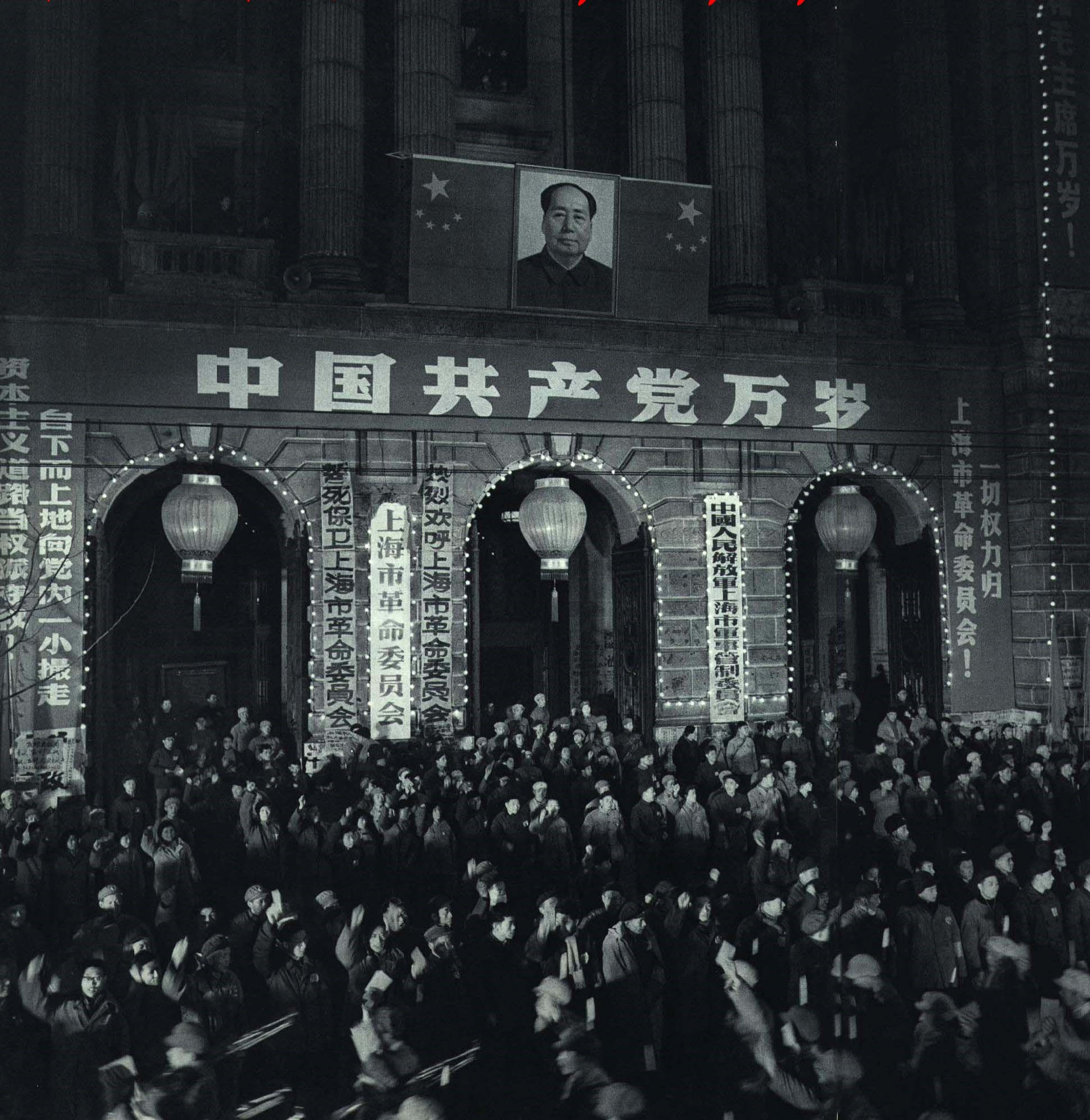
1967年2月23日，“上海人民公社”正式更名为“上海市革命委员会”。

1月19日晚，张春桥接见“火线指挥部”和各系统造反派，指出夺权必须联合。经讨论，造反派将联合机构定名“新上海公社”:729，准备起草的宣言名《一月革命万岁——新上海公社宣言》:730。
在这一时期，其它组织曾经先后发动过四次全市性夺权，但都被张春桥等人分化、镇压:285。
- 1月15日，上海市红卫兵革命造反总司令部（简称“上三司”）联合上海工人革命造反总司令部（简称“工总司”）等造反派组织宣布夺权[4]，宣布接管市委和华东局[14]:709，但张春桥不支持[14]:713。
- 1月22日上午，上三司再次宣布夺权[4]，宣布自己联合了50个组织，再次接管市委[14]:730。
- 1月24日晚，红卫兵上海市大专院校革命委员会（简称“红革会”）宣布夺权[4]，25日红革会收缴了23个机关的印章[14]:737；28日至30日，红革会等开展了“一·二八炮打张春桥”，期间发生武斗[4][20]:285；30日清晨5时，红革会得到“中央文革特急电”，“一·二八炮打”于是结束[20]:286。此后红革会、炮司等被排除于夺权外[14]:784。
- 2月2日，以二兵团为首的上海市革命造反派大联合委员会（简称“大联委”）宣布夺权[4]。

2月2日，毛泽东建议上海临时权力机构名称叫“上海公社”:781，张春桥接到王力电话后，即向造反派议将“新上海公社”改建称“上海人民公社”，获得同意:782。2月5日，上海人民公社正式成立:800。

### 从公社到革命委员会
《上海人民公社宣言》中宣称：领导最终要由革命群众按照巴黎公社原则选举产生；“三结合”（干部、军队以及群众代表）只是过渡性质的权力机构。
2月6日下午，毛泽东召集周恩来、陈伯达、江青、叶剑英等开会，批评上海夺权：“你们这摊子有错误。所有的省市都叫人民公社，那全国就叫中华人民公社啦，也不要中央、国务院啦？”。党的喉舌《人民日报》多日对《上海人民公社宣言》未置一词，与夺权的黑龙江省形成了鲜明对比。2月12日，张春桥、姚文元返回北京。毛泽东与他们多次谈话，否定了之前自己建议的“公社”名称，表示公社制度中不存在党的位置，“彻底改善无产阶级政权”是反动口号。张春桥、姚文元于2月18日返回上海，传达了毛泽东的指示。2月23日，上海人民公社改名为上海市革命委员会:805，领导人员采取“三结合”的方式产生，而非巴黎公社原则的选举制度。张春桥为主任，姚文元、王洪文、徐景贤等为副主任。

## 事件影响

### 各地夺权

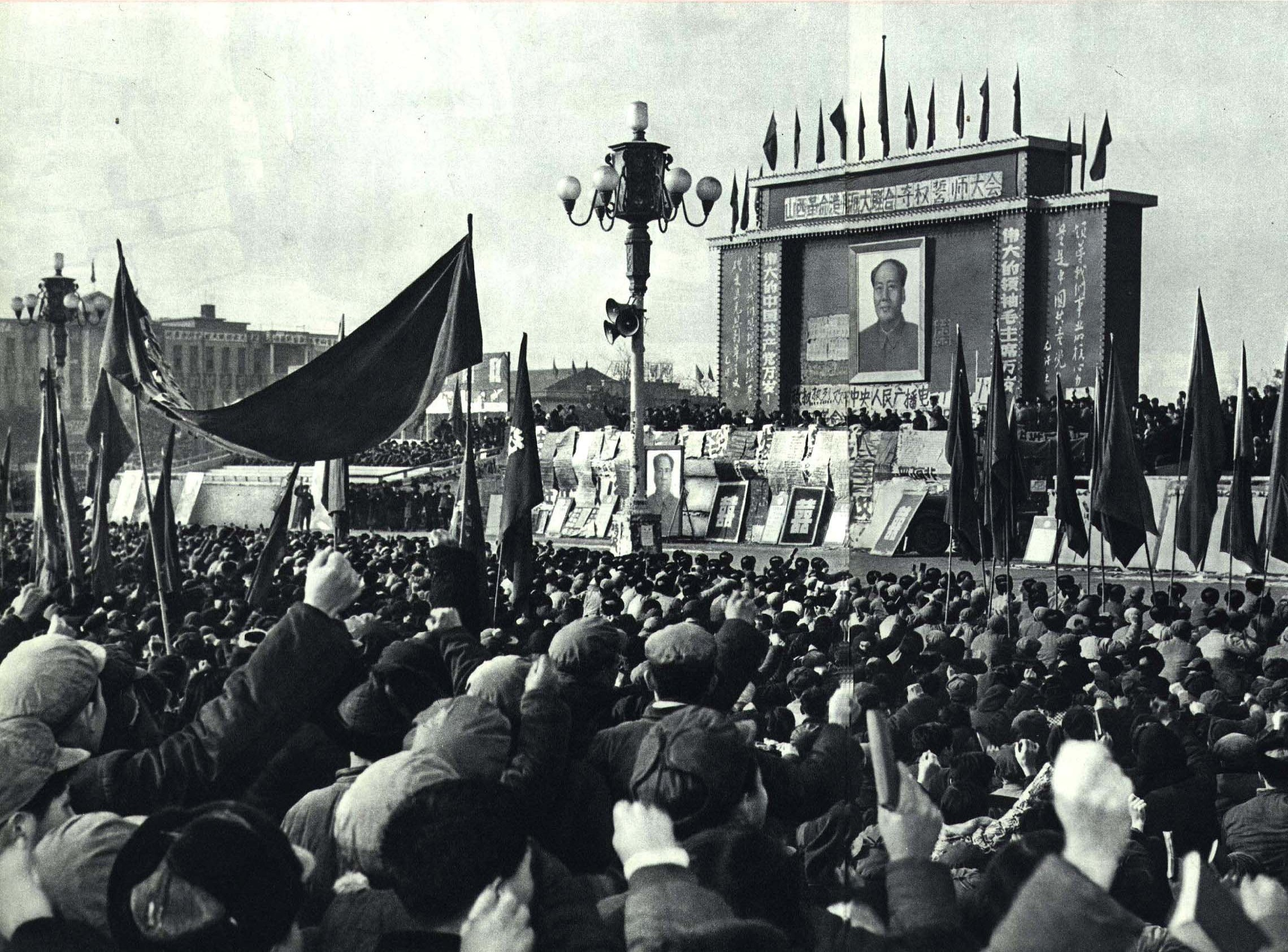
1967年4月，山西革命造反派大联合夺权誓师大会。

一月风暴爆发后，在中华人民共和国产生了广泛而强烈的影响，引起一系列连锁反应，山西（1月14日起）、陕西（1月16日起）黑龙江（1月31日起）、贵州（1月25日起）、山东（2月3日起）等省纷纷夺权。中国大陆各省市都开展了以成立“革命委员会”为目的的夺权运动，工人造反派在全国迅速崛起。从此，文化大革命进入了全面夺权的新阶段。

### 武斗
在一月风暴中，部份造反派组织由“红革会”领头，发起了“炮打张春桥”的行动，而不同工人造反组织之间发生了武斗。有学者认为，上海的造反派组织不但没有完成夺权行动，相反却开始攻击“中央文革”成员、并掀起内斗。 
受一月风暴影响，全国诸多地区均爆发了夺权事件，但造反派内部常因权力斗争而分为两大派，互相对立，酿成“武斗”。在夺权风暴中，派性斗争激化，武斗逐渐升级，造反派开始冲击军队和兵工厂，向军中的“走资本主义道路的当权派”造反、夺取武器，并建立了工人武装，部分地区为维持秩序而施行了“军管”。
1967年6月6日，中共中央、国务院、中央军委和中央文革小组发出《六·六通令》，试图纠正“打、砸、抢、抄”之风。但到了1967年夏天，在江青等人的支持下，全国武斗大规模升级。

### 二月逆流
1967年2月11日、16日，在中南海怀仁堂举行的中共中央政治局碰头会上，叶剑英、聂荣臻、陈毅、徐向前、谭震林、李先念、李富春等元老（合称“三老四帅”）对文革混乱局面强烈不满，批评中央文革小组在军队中鼓动造反、搞乱了军队。期间，叶剑英曾当面质问康生、陈伯达、张春桥等人：
你们把党搞乱了，把政府搞乱了，把工厂、农村搞乱了，你们还嫌不够，还一定要把军队搞乱。这样搞，你们想干什么？...... 上海夺权，改名为上海公社，这样大的问题，涉及国家体制，不经政治局讨论，就擅自改变名称，又是想干什么？...... 我们不看书，不看报，也不懂什么是巴黎公社的原则。请你解释一下，什么是巴黎公社的原则？革命，能没有党的领导吗？能不要军队吗？
2月16日晚，张春桥、王力、姚文元连夜整理好碰头会的记录，在江青、康生的安排下，于17日上午向毛泽东作了汇报。18日晚，毛泽东亲自召开政治局会议，严厉指责了谭震林、陈毅、叶剑英等人，并说道：
中央文革小组执行十一中全会精神。错误是百分之一、二、三，百分之九十七都是正确的。谁反对中央文革，我就坚持反对谁！你们要否定文化大革命，办不到！叶群同志（代表林彪参加会议）你告诉林彪，他的地位也不稳当啊，有人要夺他的权哩，让他做好准备，这次文化大革命失败了，我和他就撤出北京，再上井冈山打游击！你们说江青、陈伯达不行，那就让陈毅来当中央文革组长吧，谭震林当副组长。把陈伯达、江青逮捕、枪毙！让康生去充军！我也下台，你们把王明请回来当主席嘛！把张国焘也请回来，力量还嫌不够的话，干脆请美国、苏联一起来吧。你陈毅要翻延安整风的案，全党不答应！你谭震林也算是老党员，为什么站在资产阶级路线上说话呢？
毛责令谭震林、陈毅、徐向前等停职检查。从2月22日至3月18日，中央接连召开了7次会议，对“三老四帅”的“错误”进行了批评，江青、康生、陈伯达等人则将这次斗争定之以“二月逆流”的罪名。此后，中共中央政治局停止活动，中央文革小组完全取而代之、成为最高权力机关。

## 各界评价

### 文革期间
- 1967年2月3日，《红旗》杂志社论《论无产阶级革命派夺权斗争》：“这个革命的大风暴是从上海开始的。上海的革命群众把它叫做伟大的‘一月革命’。……‘一月革命’的风暴正在席卷全国”。[5]
- 1969年4月1日，中共九大政治报告：具有革命传统的上海工人阶级，在毛主席和以毛主席为首的无产阶级司令部的领导和支持下，挺身而出，同广大革命群众、革命干部联合起来，于一九六七年一月自下而上地夺了旧市委、旧市人委中走资派的权力。毛主席及时地总结了上海一月革命风暴的经验，号召全国：“无产阶级革命派联合起来，向党内一小撮走资本主义道路当权派夺权！”接着，毛主席又发出了“人民解放军应该支持左派广大群众”的指示。毛主席继续总结了黑龙江等一些省、市的经验，确定了建立有革命干部的代表、人民解放军的代表和革命群众代表参加的、实行革命三结合的革命委员会的方针和政策，推动了全国的夺权斗争。[37]

### 文革结束后
- 夏尔·贝特兰[38]：正如中国共产党中央委员会在1966年8月12日通过的公报所说的：“搞好这场文化大革命，关键在于相信群众，依靠群众，放手发动群众，尊重群众的首创精神，先当群众的学生，后当群众的先生，不要怕出乱子——反对制造许多框框束缚群众的手脚。”用革命委员会来代替上海公社这一形式、解放军在挑选群众代表中所扮演的角色，以及委任这些代表担任革命委员会职务的方式，都意味着放弃了1966年8月所明确采取的方向。
- 1988年，金春明认为：“历史是公正而无情的。唯一符合事实的结论只能是：所谓上海‘一月革命’不是革命风暴，而是反革命逆流；不是自下而上的群众运动，而是一小撮坏人操纵利用的‘群众运动’；不是革命的大联合，而是一派包办；不是无产阶级政权发展的新形式，而是‘四人帮’篡党夺权的一个严重步骤。历史的教训必须吸取，这次反革命逆流所造成的恶劣影响，必须彻底肃清。”[20]:287
- 2001年，何蜀认为：“1967年初的原始历史记录却表明，那时‘夺权’浪潮并非起于上海，而在1967年1月，上海的造反派其实也并未夺得上海市的党政权力，这场所谓的‘一月革命’即使不算子虚乌有，至少也是名不符实。当时，毛泽东不理睬其他省市真正抢先夺得当地党政权力的造反派，却独厚上海那并无领先‘功劳’的工人造反派团体，凭空给他们‘御封’了一个‘一月革命风暴’‘发起人’的‘桂冠’。”[4]
- 2001年6月， 中共中央党史研究室出版的《中国共产党简史》中提到：“1967年1月初，在张春桥、姚文元策划下，上海市的造反派组织夺取了上海市的党政领导大权。这场夺权斗争得到充分肯定。1月中下旬，各地掀起由造反派夺取党和政府各级领导权的“一月革命”风暴。夺权狂潮一经引发便不可收拾，很快发展成“打倒一切”的全面内乱。......  全面夺权使派性斗争激化。各造反派组织为争权夺利，拉帮结派，争斗激烈，发生无数的纠纷和冲突，以至酿成残酷的武斗。”[2][39] 与此同时，《中国共产党简史》认为：“‘文化大革命’发动后，在党的领导层内，在广大干部群众中，对‘左’倾错误和极左思潮不同程度、不同形式的抵制和抗争始终存在，并不断发展。这种抵制和抗争，或表现为对批判、造反持消极态度，在各自的岗位上坚持工作和生产；或表现为对武斗、破坏持抗议立场，对‘文化大革命’的错误做法提出严厉批评。1967年在老一辈革命家中爆发的二月抗争就是有代表性的重大事件。”[2][39]
- 许多研究者指出[28][40][41]：《十六条》中规定要像巴黎公社那样实行全面的选举制，“一月风暴”中亦有成立“上海人民公社”的举动。但1967年“一月风暴”后，上海造反派夺权后却从未实行选举制度。毛泽东否定了关于人民普选原则和巴黎公社式的政治制度，而是要成立被称为“革命委员会”的权力机构，它以所谓“三结合”（军代表、革命干部和“造反派”）的形式组成。[28]
- 张志明：“上海人民公社”这个喧闹一时的上海新政权名称，在存活了18天之后，默默地变成了“上海市革命委员会”。然而，“上海人民公社”的消失决不仅仅意味着新旧政权名称的变更，也不是毛泽东所说的只是一种毫无实际意义和价值的“形式”。它的消失象征着毛泽东发动“文化大革命”的“革命”理想和目标的退却，也暗含着他对日益难以驾驭的动乱形势的担忧和想尽快控制住局势的渴望。而“革命委员会”的诞生则标志着毛泽东向传统体制回归的开始，更标志着他想通过“文化大革命”来改造中国社会面貌的道路已经步入了死胡同。[42]

## 相关作品
- 1967年1月：天马电影制片厂“造反派”拍摄完成纪录片《一月革命》（5本）[43][44]。
- 1967年：上海话剧团创作、排演了话剧《一月风暴》[44]。
- 1967年6月：《一月风暴》创刊，16 开本，由上海工人革命造反总司令部一月风暴编辑部编印[45]。
- 1976年：谢晋导演拍摄的《盛大的节日》（因“四人帮”垮台，电影未拍摄完成）[44][46]。

## 延伸阅读
- 《陈丕显回忆录———在“一月风暴”的中心 （页面存档备份，存于）》。上海人民出版社（上海世纪出版集团）。2005年1月。
- 徐景贤:《毛泽东与上海“一月夺权” （页面存档备份，存于）》。《风凰周刊》（香港），2007年1月25日。